# Akira Takao
Akira Takao (高尾 明, Takao Akira, 1952) est astronome amateur japonais, médecin de profession.

## Biographie
Akira Takao est un neurologiste japonais et astrophile. Dans le cadre de ses loisirs, il se consacre à la recherche de novae, et malgré la situation géographique de son lieu d'observation (la ville de Kitakyūshū peu propice aux cieux de qualité), il a signé plusieurs découvertes. Takao fait partie de l'association VSOLJ qui répertorie ses observations sous le pseudo Toa.
En plus des novae, il a découvert plusieurs étoiles variables : les étoiles variables découvertes sous son nom ont été nommées avec l'acronyme Toa suivi de la lettre V (V Airy) et un nombre indiquant l'index de découverte, par exemple ToaV8 ou ToaV14.
Un astéroïde a été nommé d'après Takao, (37729) Akiratakao.

## Découvertes
| Type d'objet | Dénomination | Date de découverte | Codécouvreur                 | Sources |
| ------------ | ------------ | ------------------ | ---------------------------- | ------- |
| nova         | V2573 Oph    | 10 juillet 2003    | Vello Tabur                  | ,       |
| nova         | V2574 Oph    | 14 avril 2004      | Yuji Nakamura                | [ 3 ]   |
| nova         | V1187 Sco    | 3 août 2004        | -                            | [ 3 ]   |
| nova         | V476 Sct     | 30 septembre 2005  | Katsumi Haseda               | [ 3 ]   |
| nova         | V5669 Sgr    | 27 septembre 2015  | Kōichi Itagaki Yuji Nakamura | [ 4 ]   |